# Geis
Geis (irl., wym. /ˈɡɛʃ/, l.mn. geasa) – w mitologii irlandzkiej złożona przez osobę, przeważnie bohatera (takiego jak Cúchulainn), przysięga, lub nałożony nań obowiązek. Według tradycji, złamanie geis (zwykle przez przypadek) sprowadzało na niego zły los. 
Istnieje podobieństwo pomiędzy pojęciem geis, które należy wyłącznie do mitologii irlandzkiej, a typową dla mitologii walijskiej przepowiednią śmierci bohatera, co zresztą nie powinno dziwić, biorąc pod uwagę wspólne i bardzo bliskie pochodzenie wszystkich odłamów mitologii celtyckiej.